# Голоско, Анисим Михайлович
Ани́сим Миха́йлович Голо́ско (2 [14] февраля 1900 — 28 февраля 1955) — советский военачальник, участник Гражданской и Великой Отечественной войн. В годы Великой Отечественной войны — командир 333-й Синельниковской стрелковой дивизии 66-го стрелкового корпуса 12-й армии Юго-Западного фронта. Герой Советского Союза (19.03.1944), Гвардии генерал-майор (15.09.1943).

## Биография
Украинец. До службы в армии Голоско в 1911 году окончил начальное училище в с. Николаевка Волчанского уезда и работал там же по найму, а с 1914 года — на фильтропрессе Белоколодецкого свекольно-сахарного завода.

## Военная служба

### Гражданская война
В Гражданскую войну он 10 февраля 1918 г. добровольно вступил в Волчанский заградотряд и участвовал в ликвидации бандитизма в районах Волчанска и Купянска. После занятия Харькова германскими войсками в мае отряд был включен в группу Овсянникова и до декабря действовал в районах Белгорода и Нового Оскола Курской губ. С выводом оккупационных войск отряд был подчинен Харьковскому губернскому продовольственному комитету. Участвовал в подавлении антисоветских восстаний и производил изъятие хлебных излишков в Богодуховском, Валковском, Ахтырском, Змиевском, Изюмском и Купянском уездах. С занятием Харькова деникинскими войсками в июне 1919 г. отряд отошел с частями 13-й армии к Курску и был включен в 55-ю стрелковую дивизию в качестве команды конных разведчиков, а Голоско назначен в ней старшиной. В начале октября дивизия была разгромлена под Орлом, и ее остатки вошли в 9-ю стрелковую дивизию, а Голоско с группой кавалеристов влился в 63-й кавалерийский полк 11-й кавалерийской дивизии. В его составе воевал на Южном фронте на направлении Касторное, Новый Оскол, Великий Бурлук, Купянск, Ростов-на-Дону. В мае 1920 г. дивизия из Майкопа была переброшена на Юго-Западный фронт в район Умани и вела бои с белополяками под Казатином, Бердичевом и Житомиром. В августе под Холувы Голоско был ранен и эвакуирован в госпиталь, затем убыл в отпуск по ранению. После выздоровления он направляется во 2-й кавалерийский полк Отдельной кавалерийской бригады незаможних селян Украины в г. Изюм. В его составе пом. командира сабельного эскадрона сражался с вооруженными формированиями Н. И. Махно, Савонова, Завгороднего под Харьковом, Полтавой, Изюмом, Купянском и Кременчугом. В январе 1922 г. бригада влилась в 3-ю кавалерийскую дивизию 2-го кавалерийского корпуса, а Голоско был назначен командиром взвода в 15-й кавалерийский полк.

### Межвоенное время
В октябре 1923 г. командирован слушателем в Высшую школу военной маскировки в Москве. Вернувшись в полк, он с сентября 1924 г. командовал взводом полковой школы. С сентября 1926 г. он был пом. командира и командиром эскадрона в 16-м кавалерийском полку этой же дивизии. С августа 1930 по июль 1934 г. Голоско учился в Военной академии РККА им. М. В. Фрунзе, затем был назначен начальником штаба 6-й эскадрильи 102-й штурмовой авиабригады ВВС СибВО в г. Омск. С июня 1936 г. служил начальником 1-го отдела штаба ВВС округа, а с мая 1938 г. — начальником штаба 12-го авиаполка. В сентябре он переводится начальником штаба 31-й военной авиашколы. 15 апреля 1941 г. полковник Голоско назначен преподавателем кафедры тактики ВВС Ленинградской военно-воздушной академии РККА.

### Великая Отечественная война
С началом войны Голоско продолжал служить в прежней должности. С мая 1942 г. исполнял должность зам. начальника штаба 3-й воздушной армии Калининского фронта. Участвовал в планировании действий авиации в оборонительных боях под г. Белый и в Ржевско-Сычевской наступательной операции (июль — август 1942 г.). В октябре по личной просьбе переведен из ВВС в наземные войска и назначен начальником штаба 154-й стрелковой дивизии, переименованной 20 октября в 47-ю гвардейскую. В конце того же месяца дивизия в составе 5-й танковой армии была переброшена на Юго-Западный фронт и участвовала в контрнаступлении под Сталинградом, в Среднедонской наступательной операции и на донбасском направлении. С выходом к р. Миус в районе Старобельска она была включена в состав 12-й армии. С 4 апреля Голоско был допущен к командованию 333-й стрелковой дивизией. Летом и осенью ее части участвовали в Донбасской и Запорожской наступательных операциях, в освобождении городов Павлоград, Синельниково и Запорожье. В ночь на 26 сентября дивизия форсировала р. Днепр в районе с. Петро-Свистуново Запорожской обл. и захватила плацдарм, чем способствовала успешному выполнению задачи 12-й армией. Затем после перегруппировки она была переправлена на вост. берег Днепра и вела бои по освобождению г. Запорожье. За освобождение г. Синельниково приказом ВГК от 8 сентября 1943 г. ей было присвоено почетное наименование «Синельниковская», а за овладение г. Запорожье она награждена орденом Красного Знамени (14.10.1943).

Указом Президиума Верховного Совета СССР от 19 марта 1944 года
за образцовое выполнение боевых заданий Командования на фронте борьбы с немецкими захватчиками и проявленные при этом отвагу и геройство

 генерал-майору Голоско Анисиму Михайловичу присвоено звание Героя Советского Союза с вручением ордена Ленина и медали «Золотая Звезда».
После освобождения г. Запорожье дивизия вошла в состав 6-й армии 3-го Украинского фронта. В ночь на 26 октября она вновь форсировала р. Днепр южнее острова Хортица, уничтожила и захватила в плен более 1000 немецких солдат и офицеров, 4 артиллерийские и 6 минометных батарей с полным комплектом боеприпасов. За эти бои 32 солдата и офицера дивизии были удостоены звания Героя Советского Союза. В последующем ее части успешно действовали в Никопольско-Криворожской, Березнеговато-Снигиревской и Одесской наступательных операциях, в апреле 1944 г. они вели наступательные бои южнее Тирасполя. За образцовое выполнение боевых заданий командования в боях с немецкими захватчиками у нижнего течения Днепра и за освобождение городов Никополь, Апостолово и проявленные при этом доблесть и мужество дивизия была награждена орденом Суворова 2-й ст. (13.2.1944). В конце мая 1944 г. она вошла в подчинение 37-й армии и участвовала в Ясско-Кишиневской наступательной операции. В начале сентября дивизия вышла к советско-румынской границе, переправившись через р. Дунай в районе Исакча, затем 8 сентября перешла румыно-болгарскую границу в районе Драгомилово и вышла на территорию Болгарии. С 27 сентября ее части были сосредоточены в районе г. Стара-Загора, где находились до конца войны.
За время войны комдив Голоско был четыре раза упомянут в благодарственных в приказах Верховного Главнокомандующего.

### Послевоенное время
После войны с марта 1946 года по январь 1947 года генерал-майор Голоско учился на ВАК при Высшей военной академии им. К. Е. Ворошилова, затем был назначен зам. командира 13-го гвардейского стрелкового Кенигсбергского корпуса. 13 февраля 1952 года уволен в запас.
Похоронен на Пятницком кладбище в Калуге.

## Награды
СССР
- Медаль «Золотая Звезда» Героя Советского Союза № 941 (19.03.1944)
- Два ордена Ленина (19.03.1944; 21.02.1945[7])
- Три ордена Красного Знамени (14.02.1943; 3.11.1944[7]; 20.06.1949[7])
- Орден Суворова II степени (26.10.1943)
- Орден Кутузова II степени (13.09.1944)
- Медали[8]

Других стран
- орден «Святой Александр» III степени (Болгария)